# Geperforeerde zeesla
Geperforeerde zeesla (Ulva australis) is een algensoort, behorende tot de groenwieren (Chlorophyta). De wetenschappelijke naam van de soort werd in 1854 voor het eerst geldig gepubliceerd door de Zweedse botanicus Johan Erhard Areschoug.

## Kenmerken
Geperforeerde zeesla heldergroen gekleurd zeewier die zo'n 50 tot 100 cm groot wordt. Het heeft een glad oppervlak met gelobde bladeren, waarbij in het thallus veel kleine en grote gaten kunnen ontstaan. Het kan zowel vrij drijvend zijn of zijn bevestigd aan een oppervlak. De cellen lijken onregelmatig gerangschikt, hebben afgeronde randen en hebben vormen zoals rechtlijnig, vierkant en vijfhoekig.